# Gmina Varde (1970–2006)
Gmina Varde (duń. Varde Kommune) – w latach 1970–2006 (włącznie) jedna z gmin w Danii w okręgu Ribe Amt. 
Siedzibą władz gminy było miasto Varde. 
Gmina Varde została utworzona 1 kwietnia 1970 na mocy reformy podziału administracyjnego Danii. Po kolejnej reformie w 2007 r. weszła w skład nowej gminy Varde.

## Dane liczbowe
- Liczba ludności: (♀ 10 055 + ♂ 10 083) = 20 138
  - wiek 0-6: 8,8%
  - wiek 7-16: 13,3%
  - wiek 17-66: 63,7%
  - wiek 67+: 14,1%
- zagęszczenie ludności: 80,2 osób/km²
- bezrobocie: 3,8% osób w wieku 17-66 lat
- cudzoziemcy z UE, Skandynawii i USA: 117 na 10 000 osób
- cudzoziemcy z krajów Trzeciego Świata: 242 na 10 000 osób
- liczba szkół podstawowych: 8 (liczba klas: 129)